# Mesosalpinge
Il mesosalpinge consiste in una piega di natura peritoneale (Meso) che distaccandosi dalla pagina posteriore del legamento largo dell'utero (localizzato ai margini laterali dell'organo, di derivazione del peritoneo che riveste la parete addominale anteriore) si porta a rivestire la tuba uterina (detta anche Tuba di Falloppio o Salpinge, da cui meso della Salpinge). Il mesosalpinge è costituito da due foglietti peritoneali accollati che contiene tra le sue pagine nervi e vasi provenienti dalla arcata anastomotica costituita dall'inosculamento dell'arteria uterina con l'arteria ovarica. Il mesosalpinge raggiunto il margine anteriore dell'ovaia si continua con il mesovario.